# چارنا خانگچا (استان پودلاسکی)
چارنا خانگچا (به لهستانی:  Czarna Hańcza) یک روستا در لهستان است که در گمینا گیبه واقع شده‌است.